# Publije Terencije Varon Atacinski
Publije Terencije Varon Atacinski (lat. Publius Terentius Varro Atacinus, 82. pr. Kr. – 37. pr. Kr.) bio je rimski pjesnik, rođen u dolini reke Atax u Narbonskoj Galiji, pa mu odatle i cognomen "Atacinski".
O njegovom životu ne zna se ništa osim što Hijeronim u svojoj Kronici tvrdi da je Varon u dobi od 35 godina naučio grčki jezik. Prvo Varonovo pjesničko djelo nedvojbeno je bio Sekvanski rat (Bellum Sequanicum, oko 55), povijesni spjev u Enijevom stilu, koji je prikazivao Cezarov pohod 58. godine st. e. Nakon što je naučio grčki, preveo je na latinski jezik, zapravo prepevao, spjev Apolonija Rođanina i tom prepevu dao naslov Argonauti (Argonautae).
Varon je pisao i ljubavne pjesme upućene nekoj "Leukadiji" (Leucadia, Prop. II, 34, 85; Ovid. Trist. II, 439), što je bilo izmišljeno ime koje je odabrao, nalik Katulovoj Lezibiji, zato što je podsjećalo na grčku pjesnikinju Sapfu. Ovim pjesmama približio se Varon "modernističkom" književnom krugu neoterika, ali stupanj te bliskosti nemoguće je utvrditi, s obzirom na to da se ništa od njegovih djela nije očuvalo osim sasvim neznatnih fragmenata.
Varon je sastavio i dva didaktička djela: Korografiju (Chorographia), koja ukazuje na to da je bio upoznat s djelom Aleksandra Efeškog, te Ephemeris (ovaj naslov je rekonstruiran, pa stoga samo pretpostavljen), pjesmu o prognoziranju vremena u kojoj se služio Aratom. Okušao se i u pisanju satira, ali je u tome bio neuspješan (Hor. Sat. I, 10, 46).
Pored sasvim neznatnih fragmenata, od Varona nam je sačuvan i jedan epigramski natpis u dva stiha, ali ni tu njegovo autorstvo nije pouzdano utvrđeno, pa stoga nije ni opšteprihvaćeno:
Marmoreo Licinus tumulo iacet, at Cato nullo,	
Pompeius parvo: credimus esse deos?
Mramorni grob Licinija skriva, Katona baš ništa,
mali Pompejev je grob: misliš da postoji bog?